# Pablo Longoria
Pablo Fernández Longoria (ur. 9 czerwca 1986 w Oviedo) – hiszpański menadżer piłkarski. Od 26 lutego 2021 roku jest prezydentem klubu Olympique Marsylia.

## Biografia
Pablo Longoria posługuje się 6 językami (hiszpański, francuski, włoski, portugalski, niemiecki i angielski).
Mianowany prezesem klubu Olympique Marsylia przez większościowego udziałowca Franka McCourta stał się najmłodszym prezesem w historii klubu od 1909. Na trenera zespołu wybrał Jorge Sampoliego. W swoim pierwszym letnim oknie transferowym w 2021 sprowadził do drużyny: Williama Salibę, Mattéa Guendouziego, Gersona, Cengiza Ündera, Pau Lópeza, Amine Harita i Konrada de la Fuente. Do zespołu dołączyli również: Arkadiusz Milik, Luis Henrique czy Pol Lirola.